# Joaquín Bouzas
Joaquín Bouzas (Buenos Aires, Argentina; 19 de agosto de 1931 - Ibidem; 20 de diciembre de 2020) fue un actor de cine, teatro y televisión argentino.

## Carrera
Reconocido a actor de reparto, comenzó su carrera profesional en la pantalla chica prácticamente en el inicio de ésta en 1954. Pero recién fue en las décadas de 1960 y 1970 donde tuvo mayor continuidad en sus proyectos. Compartió pantalla con colosas figuras como Eva Franco, Alba Mujica, Gabriela Gili, Golde Flami, Delia Garcés, Leonor Rinaldi, entre otras. Tuvo la oportunidad en los 60's de trabajar también como notero de un programa de Cacho Castaña donde entrevisto a grandes personalidades de su país y el extranjero como Sofía Loren, Omar Sharif, Lola Flores, Imperio Argentina, Charlton Heston, Ava Gardner, Jorge Mistral, Analía Gadé, Alberto de Mendoza, Carlos Acuña, Los Cinco Latinos, entre muchos otros.
Fue egresado de la IUNA. En cine trabajó en las películas Quiero gritar que te amo (1991) con Andrea del Boca y Gustavo Bermúdez; Un cuento chino (2011), con la dirección de Sebastián Borensztein, y el protagonismo de Ricardo Darín; y el cortometraje El hombre de Claudio Martín con  Luis Campos, Pochi Ducasse, Patricia Beytelmann y Michelangelo Tarditti.
Entre sus trabajos televisivos se encuentran Cosecharás tu siembra, Una vida para amarte, Yo compro a esa mujer, Señorita Andrea, Libertad condicionada, Bárbara Narváez, Manuela, Los exclusivos del Nueve, Corazones de fuego y Los simuladores.
En teatro, trabajó en numerosos espectáculos como Bodas de sangre, Amor sin barreras (West Side story), Seis ratones ciegos, Escorial, El príncipe azul, Henri, el barba azul de Gambais y el unipersonal A los 83.
En sus últimos años trabajó activamente en el Centro de adultos mayores Osvaldo Miranda de la Asociación Argentina de Actores. En 2009 recibió su medalla por 50 años de afiliación en el marco de los Premios Podestá. 
Murió el 20 de diciembre de 2020 a los 89 años tras complicaciones naturales en su salud.

## Filmografía
- 2020: El hombre (cortometraje)
- 2020: Cantando en la oscuridad (cortometraje).
- 2012: El Tabarís, lleno de estrellas.
- 2011: Un cuento chino .
- 2007: Incorregibles .
- 2004: Ay, Juancito .
- 1990: Quiero gritar que te amo.
- 1974: Boquitas pintadas .

## Televisión[7]
- 2019: Bésame La serie ep. La clínica del Dr. Ninguno
- 2006: Hermanos y detectives
- 2005: Amor en custodia
- 2003: Los simuladores, ep.  Los cuatro notables
- 2000: Primicias
- 1998: Gasoleros
- 1997: Naranja y media
- 1994: Sin condena
- 1993: El precio del poder
- 1992: Corazones de fuego
- 1991: Manuela
- 1991: Cosecharás tu siembra
- 1988: La bonita pagina
- 1986: El lobo
- 1985: El pulpo negro
- 1985: Bárbara Narváez
- 1985: Libertad condicionada
- 1982: Los exclusivos del Nueve
- 1982: Todo tuyo.
- 1980: Señorita Andrea
- 1970/1971: Una vida para amarte
- 1969: Yo compro a esa mujer
- 1969: Griselda, la gitana rubia

## Teatro
- Bodas de sangre.
- Amor sin barreras (West Side story).
- Seis ratones ciegos.
- Escorial.
- El príncipe azul.
- Henri, el barba azul de Gambais.
- El carnaval del Diablo (En España).
- A los 83.
- Querido llegó mamá (escrito por Cecilia Narova)